# Human Rights Act 1993
Der Human Rights Act 1993 ist ein Gesetz in Neuseeland, das die Einhaltung der Menschenrechte im Land gewährleisten soll. Das Gesetz zählt mit zu den verfassungsgebenden Gesetzen des Landes.

## Menschenrechtskommission
Zur Einhaltung der Menschenrechte in Neuseeland wacht die Menschenrechtskommission, die hierzu auch eine eigene Webseite in Neuseeland betreibt. Die Kommission wurde im Jahr 1977 über den Human Rights Commission Act 1977 ins Leben gerufen.

## Das Gesetz
Mit der Einführung des Human Rights Act 1993 wurde der Schutz der Neuseeländer durch die Aufnahme neuer Diskriminierungsgründe erweitert. Das Gesetz zielt darauf ab, allen Menschen gleiche Chancen zu geben und eine ungerechte Behandlung aufgrund irrelevanter persönlicher Merkmale zu verhindern.
Der Human Rights Act 1993 gilt für Diskriminierung aufgrund von:
- Geschlecht
- Familienstand
- religiöser Überzeugung
- ethische Überzeugung
- Hautfarbe
- Rasse
- ethnische oder nationale Abstammung
- Behinderung
- Alter
- politische Meinung
- Beschäftigungsstatus
- Familienstand
- sexuelle Orientierung[4]

In den folgenden Bereichen des öffentlichen Lebens ist es entsprechend dem Gesetz rechtswidrig, jemanden aus den folgenden Gründen zu diskriminieren:
- Beschäftigung
- Bildung
- Zugang zu öffentlichen Einrichtungen
- Bereitstellung von Waren und Dienstleistungen
- Wohnen und Unterkunft[4]

Das Gesetz erfuhr mit dem Human Rights Amendment Act 2001 einige Änderungen, von den der Schwerpunkt der Kommissionsarbeit sich von der Antidiskriminierung hin zu den Menschenrechten im weiteren Sinne verlagerte.
Alle vier Jahre werden die Länder, die den Vereinten Nationen angehören, aufgefordert, in dem Universal Periodic Review (UPR) genannten Prozess ihre Tätigkeiten zur Verbesserung der Menschenrechte darzustellen.

## Gliederung des Gesetzes
Das Gesetz gliedert sich in folgende Abschnitte:
- Part 01  – Human Rights Commission (Menschenrechtskommission)
- Part 01A – Discrimination by Government, related persons and bodies, or persons or bodies acting with legal authority ()
- Part 02  – Unlawful discrimination (Rechtswidrige Diskriminierung)
- Part 03  – Resolution of disputes about compliance with Part 1A and Part 2 (Beilegung von Streitigkeiten über die Einhaltung von Teil 1A und Teil 2)
- Part 04  – Human Rights Review Tribunal (Tribunal zur Überprüfung von Menschenrechten)
- Part 05  – Powers in relation to inquiries (Befugnisse in Bezug auf Ermittlungen)
- Part 06  – Inciting racial disharmony (Anstiftung zu Rassenunruhen)
- Part 07  – Miscellaneous provisions (Verschiedene Bestimmungen)[5]